# Félix Roussel
Félix Roussel (* 10. August 2001 in Sherbrooke) ist ein kanadischer Shorttracker.

## Werdegang
Roussel, der von Marc Gagnon trainiert wird, begann im Alter von zehn Jahren mit dem Shorttrack und trat international erstmals zu Beginn der Saison 2022/23 beim Weltcup in Montreal in Erscheinung, wobei er den 26. Platz über 1000 m und den 24. Platz über 1500 m errang. Zudem erreichte er dort mit der Mixed-Staffel den dritten Platz. Im weiteren Saisonverlauf kam er in Dresden auf den dritten Platz über 1000 m und holte in Almaty mit der Staffel seinen ersten Weltcupsieg. Beim Saisonhöhepunkt, den Weltmeisterschaften 2023 in Seoul, belegte er den 22. Platz über 1000 m, den 21. Rang über 500 m und den achten Platz mit der Mixed-Staffel. Nach zweiten Plätzen über 500 m und mit der Staffel beim Weltcup in Montreal zu Beginn der Saison 2023/24, lief er in Seoul auf den dritten Platz über 1500 m und in Dresden auf den zweiten Platz über 1000 m. Zudem holte er dort über 500 m seinen ersten Weltcupsieg im Einzel und gewann in Danzig mit der Staffel. Die Saison beendete er auf dem fünften Platz im Gesamtweltcup und auf dem dritten Rang im Weltcup über 500 m. Zu Beginn der Saison 2024/25 siegte er in Montreal zweimal mit der Staffel und einmal mit der Mixed-Staffel. Zudem errang er dort einmal den dritten Platz mit der Mixed-Staffel und gewann in Peking den 1000-m-Lauf. Zum Saisonende errang er den fünften Platz im Weltcup über 1000 m und holte bei den Weltmeisterschaften 2025 in Peking mit der Staffel sowie mit der Mixed-Staffel jeweils die Goldmedaille. In den Einzelrennen dort belegte er den 17. Platz über 1000 m und den achten Rang über 1500 m.

## Persönliche Bestzeiten
| Distanz | Zeit         | Datum             | Ort     |
| ------- | ------------ | ----------------- | ------- |
| 500 m   | 40,078 s     | 11. Februar 2024  | Dresden |
| 1000 m  | 1:22,912 min | 10. Februar 2024  | Dresden |
| 1500 m  | 2:12,861 min | 11. Dezember 2022 | Almaty  |

## Platzierungen im Weltcup

### Weltcupsiege

#### Weltcupsiege im Einzel
| Nr. | Datum            | Ort     | Disziplin |
| --- | ---------------- | ------- | --------- |
| 1.  | 11. Februar 2024 | Dresden | 500 m     |
| 2.  | 8. Dezember 2024 | Peking  | 1000 m    |

#### Weltcupsiege im Team
| Nr. | Datum             | Ort        |
| --- | ----------------- | ---------- |
| 1.  | 11. Dezember 2022 | Almaty 1   |
| 2.  | 18. Februar 2024  | Danzig 2   |
| 3.  | 27. Oktober 2024  | Montreal 3 |
| 4.  | 3. November 2024  | Montreal 4 |
| 5.  | 3. November 2024  | Montreal 3 |

### Weltcup-Gesamtplatzierungen
| Saison  | Gesamt | Gesamt | 500 m  | 500 m | 1000 m | 1000 m | 1500 m | 1500 m |
| Saison  | Punkte | Platz  | Punkte | Platz | Punkte | Platz  | Punkte | Platz  |
| ------- | ------ | ------ | ------ | ----- | ------ | ------ | ------ | ------ |
| 2022/23 | 252    | 24.    | 68     | 26.   | 116    | 16.    | 68     | 28.    |
| 2023/24 | 576    | 5.     | 369    | 3.    | 85     | 22.    | 122    | 18.    |
| 2024/25 | 356    | 12.    | -      | -     | 246    | 5.     | 110    | 13.    |